# Nagayoshi Nagai
Nagayoshi Nagai (jap. 長井 長義 Nagai Nagayoshi; ur. 8 sierpnia 1844 r., zm. 10 lutego 1929 r.) – japoński chemik i farmaceuta. 

## Życiorys
Urodził się 8 sierpnia 1844 r. w wiosce Jōsanjima (obecnie część miasta Tokushima) w dawnej prowincji Awa na wschodzie Shikoku. Pochodził z rodziny samurajów, od wielu pokoleń wykonujących zawód lekarza dla rządców prowincji. W wieku dziewięciu lat Nagai rozpoczął naukę klasyki chińskiej (kangaku), a w wieku piętnastu lat pracował jako asystent ojca, poznając jednocześnie wiedzę Zachodu (rangaku).
W 1866 r. Japonia porzuciła politykę izolacjonizmu i Nagai został wysłany do Nagasaki, by pogłębić wiedzę o zachodniej medycynie. W tym mieście znajdowała się od dawna holenderska faktoria na wyspie Dejima, która była jedynym miejscem w kraju, gdzie można było pozyskać wiedzę Zachodu. W tym okresie Nagai poznał m.in. Hirobumiego Itō i Toshimichiego Ōkubo, zaczął też rozwijać swoje zainteresowanie chemią.
Po zakończeniu nauki i powrocie do Awa, Nagai został w 1871 r. wysłany na kolejne studia i jako jeden z pierwszych Japończyków podjął naukę na zachodniej uczelni, trafiając do Niemiec. Początkowo zamieszkał u byłego ambasadora Shūzō Aoki. Pod wpływem wykładowców i za zgodą Aokiego skupił się na pogłębianiu wiedzy z chemii i farmacji, mimo że formalnie został do Niemiec skierowany na studia medyczne. Absolwent Uniwersytetu Humboldtów w Berlinie. W następnych latach był asystentem Augusta Wilhelma von Hofmanna i udało mu się wówczas m.in. wyekstrahować związki aromatyczne z wanilii i eugenol z goździków. Za tę ostatnią pracę uzyskał w 1881 r. doktorat berlińskiego uniwersytetu.
W 1884 r. japoński rząd poprosił go o powrót do kraju celem rozwoju sektora badań nad lekami. W efekcie Nagai zaczął kierować pierwszą w kraju firmą farmaceutyczną Dai Nippon Seiyaku Kaisha, a także prowadzić wykłady z chemii i farmacji na Uniwersytecie Tokijskim i z czasem objął posadę profesora chemii. Nagai zasiadał także w licznych rządowych ciałach doradczych i promujących naukę oraz był pierwszym prezesem Japońskiego Towarzystwa Farmaceutycznego. W 1885 r. jako pierwszy wyizolował z rośliny Ephedra vulgaris efedrynę, stosowaną do leczenia przeziębień, zapaleń oskrzeli i astmy, jednak kiedy przedsiębiorstwo E. Merck odrzuciło propozycję produkcji leku na jej bazie, Nagai podjął się podniesienia jej efektywności i w ten sposób w 1893 r. zsyntetyzował metamfetaminę. Metamfetamina nie zyskała jednak praktycznego zastosowania i popularności aż do 1919 r., kiedy Akira Ogata opracował syntezę chlorowodorku tej aminy poprzez redukcję efedryny czerwonym fosforem i jodem.
Nagai był także zaangażowany w rozwój i zacieśnianie stosunków japońsko-niemieckich, a w 1911 r. z Tarō Katsurą i Shūzō Aokim założył Towarzystwo Japońsko-Niemieckie i został jego przewodniczącym, a po wznowieniu przez nie działalności po zakończeniu I wojny światowej był wiceprezesem tej organizacji. W 1922 r. w swoim domu gościł Alberta Einsteina, a po wybuchu wielkiego kryzysu zbierał pieniądze na pomoc niemieckim naukowcom dotkniętym jego skutkami. Podczas podróży do Niemiec w 1927 r. Nagai został przyjęty przez prezydenta Paula von Hindenburga.
W 1886 r. ożenił się z Therese Schumacher, która po przeprowadzce do Japonii zaczęła m.in. uczyć języka niemieckiego i zajmowała się wraz z mężem promocją edukacji kobiet, a potem została wykładowcą w szkole dla kobiet (jej słuchaczką była m.in. Umeko Tange). Ich dziećmi byli Alexander, Elsa i Willy.
Zmarł 10 lutego 1929 r.